# 지축중학교
지축중학교(紙杻中學校)는 대한민국 경기도 고양시에 있는 공립 중학교이다.

## 연혁
- 2021년 3월 2일 : 개교